# 癌前病变
癌前病变是指癌症出現前的一系列征兆，例如突然出現了异常细胞、大肠息肉（可能发展成大腸癌） 以及宫颈上皮内瘤样病变（可能发展成子宮頸癌）。 在许多情况下，當出現癌前病变時患者沒有任何症状。 大多数情况下，出現癌前病变的概率以及與其相關的風險因子與個人罹患癌症的概率以及與其相關的風險因子一致。